# 多度温泉
多度温泉（たどおんせん）は、三重県桑名市多度町（旧国伊勢国）にある温泉。

## 泉質
泉質はアルカリ性単純温泉で、ナトリウムイオンと炭酸水素イオンが比較的多く含まれる。湯は微白濁で、とろりとした感触がある。効能は関節痛、ストレス、冷え性などがあげられる。飲用も可能で、胃酸を中和させ、含有成分の二酸化炭素によって胃の活動を促進する効果があるとされる。

## 温泉施設
温泉施設としてはゴルフ場の東建多度カントリークラブ・名古屋に併設されたホテル多度温泉がある。露天風呂、大浴場、個室露天風呂、手湯・足湯などを備える。源泉100%掛け流しの個室露天風呂に人気がある。2014年現在、ホテルの宿泊客と併設ゴルフ場の利用客の入浴利用が可能となっているが、日帰り入浴は利用できない。

## 歴史
2004年4月にゴルフ場の敷地内で温泉の掘削工事を行った結果、地下1,728m地点で温泉が湧き出たことから、ゴルフ場を含めた総合リゾート施設を目指して開発が始まった。2004年10月から一般利用が開始した。

## アクセス
- 東名阪自動車道桑名東ICから車で約15分
- 多度駅（養老鉄道）からタクシーで約10分